# Langley, Oklahoma
Langley är en ort i Mayes County i delstaten Oklahoma, USA.